# Monte Calvo (Appennino ligure)
Il monte Calvo è una montagna dell'Appennino ligure, alta 826 m s.l.m.. 

## Caratteristiche
La montagna si trova leggermente più a nord dello spartiacque ligure-padano, al confine tra Piemonte (provincia di Alessandria) e Liguria (città metropolitana di Genova).
Insieme al Monte Poggio, il monte Calvo chiude a sud est il bacino idrografico del fiume Tanaro. Dalle sue pendici nasce un ramo sorgentizio del torrente Lemme e il rio Serrata, un immissario del Lago della Busalletta.
La sua cima è attraversata dal sentiero escursionistico E/1 proveniente da Fraconalto.